# Parc nacional Aoraki/Mount Cook
El Parc nacional Aoraki/Mount Cook es troba a l'Illa del Sud de Nova Zelanda, prop de la ciutat de Twizel. La zona fou designada com a parc nacional l'octubre de 1953 per protegir les espècies biològiques de la zona, i consta d'algunes reserves establertes anteriorment, la més antiga de 1887.
Tot i que la major part del parc és un terreny alpí, és de fàcil accés. S'hi accedeix per una única carretera, la nacional 80, que comença prop de Twizel, a 65 quilòmetres de distància. El poble de Mount Cook Village es troba dins del parc.

## Geografia
El parc ocupa una superfície de 722 km² i s'estén durant uns 60 quilòmetres en direcció sud-oest/nord-est a la zona axial dels Alps Neozelandesos. Les valls de les glaceres Tasman, Hooker i Godley són les úniques entrades a aquest territori alpí que es troben per sota dels 1.000 metres.
Les glaceres cobreixen el 40% de la superfície del parc, sobretot la glacera de Tasman, a la vall de Tasman, a l'est del Mount Cook. Vuit de les dotze glaceres més grans de Nova Zelanda es troben dins aquest pac nacional. A la fi de les glaceres es formen llacs proglacials. Destaquen els llacs Tasman i Hooker. Amb 7 km², el llac Tasman és el més gran dels llacs proglacials i acull excursions en vaixell per a turistes.
Dels 20 cims de més de 3.000 metres amb què compta Nova Zelanda tots, excepte el Mount Aspiring/Tititea, es troben dins el parc.
El parc limita amb el Parc nacional de Westland Tai Poutini. Junts formen part del Patrimoni Mundial de Te Wahipounamu, reconegut pels seus excepcionals valors naturals.

## Flora i fauna
Dins el Parc nacional hi ha més de 400 espècies de plantes documentades. En circumstàncies normals, el bosc creix fins a uns 1.300 metres, però la major part del Parc es troba a altituds superiors i en les valls el sòl rocós i les morrenes no permeten el creixement dels boscos. La vida vegetal de la majoria del parc consisteix principalment en plantes alpines. A les roques més altes del Mont Cook s'han trobat unes 14 espècies de líquens. La vegetació autòctona és amenaçada per espècies de plantes introduïdes que es troben, majoritàriament, als fons de la vall de Tasman i Hooker, les zones més accessibles del parc.
Hi ha vora 35 espècies d'ocells al parc, entre els quals destaquen el kea i el caragolet de les roques neozelandès, una espècie amenaçada.